# Colonnello Toon
Il
colonnello Toon o colonnello Tomb (in vietnamita: Nguyễn Tuân o Nguyen Toon; ... – Vietnam del Nord, 10 maggio 1972) è stato un mitico pilota di caccia nordvietnamita e asso dell'aviazione che avrebbe abbattuto 13 aerei americani durante la guerra del Vietnam.
Secondo la leggenda sarebbe stato ucciso in azione dopo essere stato abbattuto col suo MiG-17F “Fresco C” in un duello aereo contro l'equipaggio dell’F-4J “Phantom II” della US Navy, pilotato dal tenente di vascello Randy “Duke” Cunningham e dal sottotenente di vascello  William “Irish” Driscoll, suo operatore radar.

## Storia

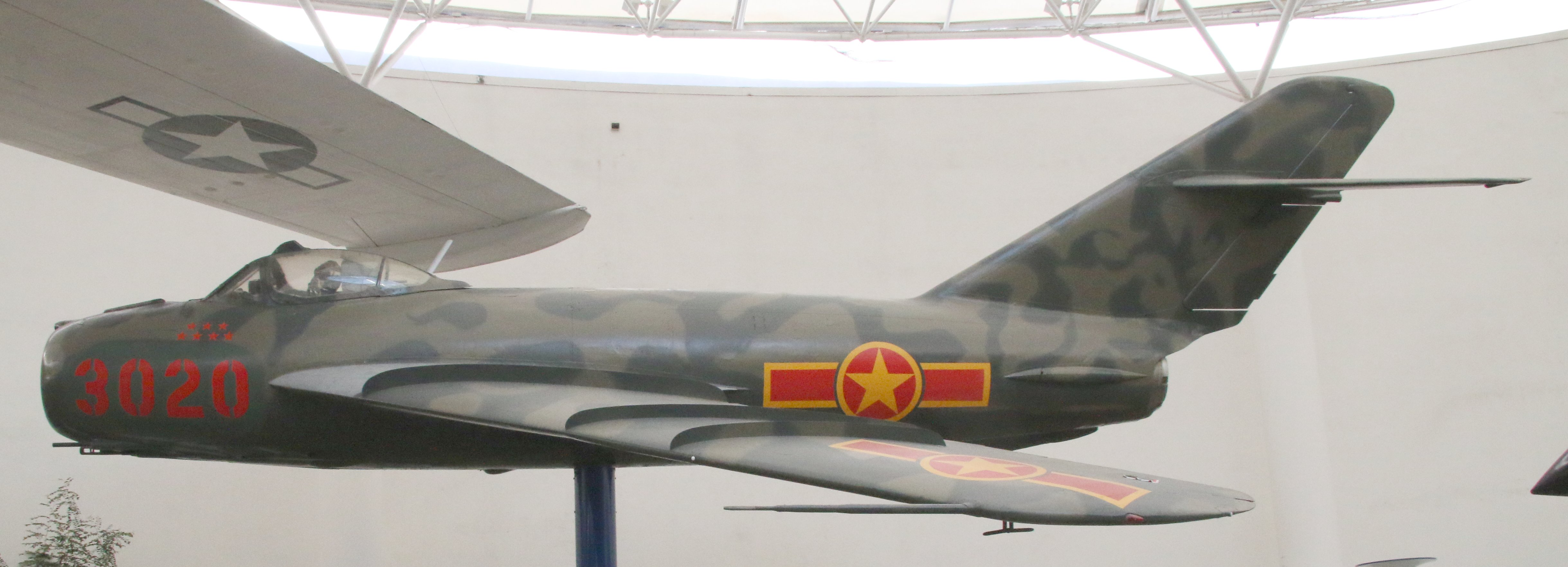
Un Lim-5 di produzione polacca esposto presso il San Diego Air & Space Museum a voler rappresentare il MiG-17 (o Shenyang J-5) n. ‘3020’ del famigerato colonnello Toon, abbattuto il 10 maggio 1972

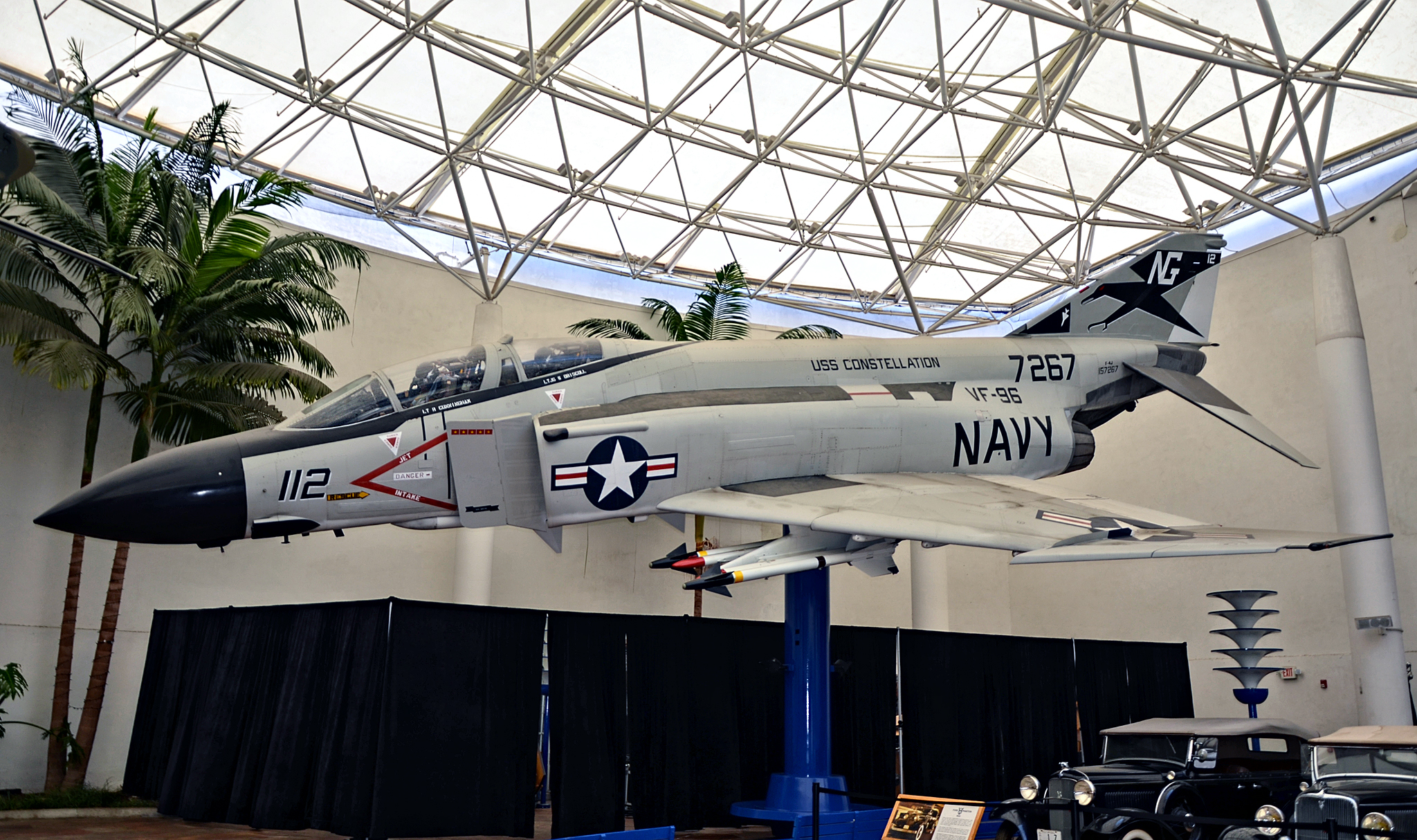
McDonnell Douglas F-4J-S Phantom II (Bu.No. 157267) presso lo stesso museo. In realtà, con tale velivolo, Cunningham e Driscoll abbatterono un MiG-21 il 19 gennaio 1972 e un MiG-17 l’8 maggio, mentre l’aereo utilizzato nell’abbattimento di tre MiG-17, il 10 maggio, fu il Bu.No. 155800 NG 100 ma dal quale furono costretti ad eiettarsi

Il nome "colonnello Toon" (o "colonnello Tomb") salì alla ribalta tra gli aviatori della U.S. Navy durante l'ultima parte della guerra. La pubblicazione di foto di un MiG-17 nordvietnamita con il numero di serie 3020 e numerose stelle rosse a simboleggiare le vittorie aeree ottenute, contribuirono alla diceria e ciò portò occasionalmente a identificarlo come l'aereo del colonnello. Tuttavia, nell'Aeronautica nordvietnamita era prassi normale aggiungere stelle della vittoria ad un aereo per tutte quelle ottenute con quel preciso velivolo, ciò indipendentemente dal pilota che ci volasse. 
La foto di un MiG-21, con numero di matricola 4326, fu pubblicata su una rivista ufficiale nordvietnamita per essere stato pilotato da almeno nove diversi aviatori. Questo aereo aveva anche numerose stelle rosse della vittoria. Sei dei suoi piloti ricevettero il titolo di "Eroe delle Forze Armate del Popolo". Le informazioni sulla vita e la carriera di Toon/Tomb non sono mai state pubblicate dai nordvietnamiti, né hanno pubblicato una sua foto. Il MiG-17 numero 3020 fu confermato abbattuto e distrutto, il suo pilota vietnamita ucciso, il 10 maggio 1972 da Cunningham e Driscoll dopo un prolungato combattimento aereo.
Molte delle informazioni che gli Stati Uniti ottennero sulle forze aeree nord vietnamite provenivano dall'intercettazione dei segnali radio (o "SIGINT"), monitorando le trasmissioni radio nemiche e, sebbene Tuân sia un nome vietnamita, Toon e Tomb non lo sono. È quindi probabile che un nome simile nel suono a Tomb sia stato usato come nominativo radio, dando vita alla creazione della storia di un colonnello Tomb.